# Pinnetta

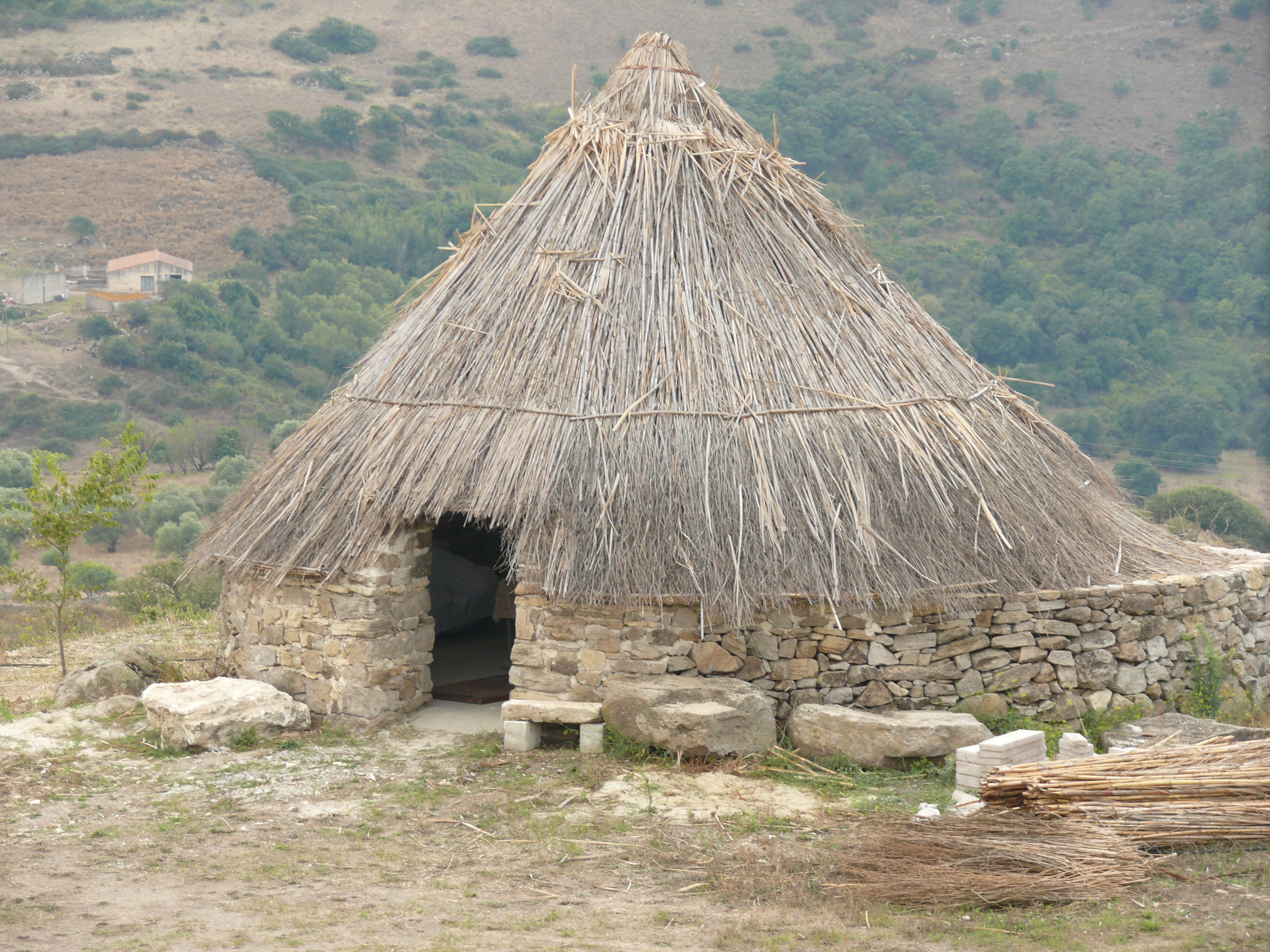
Pinnetta bei Dorgali

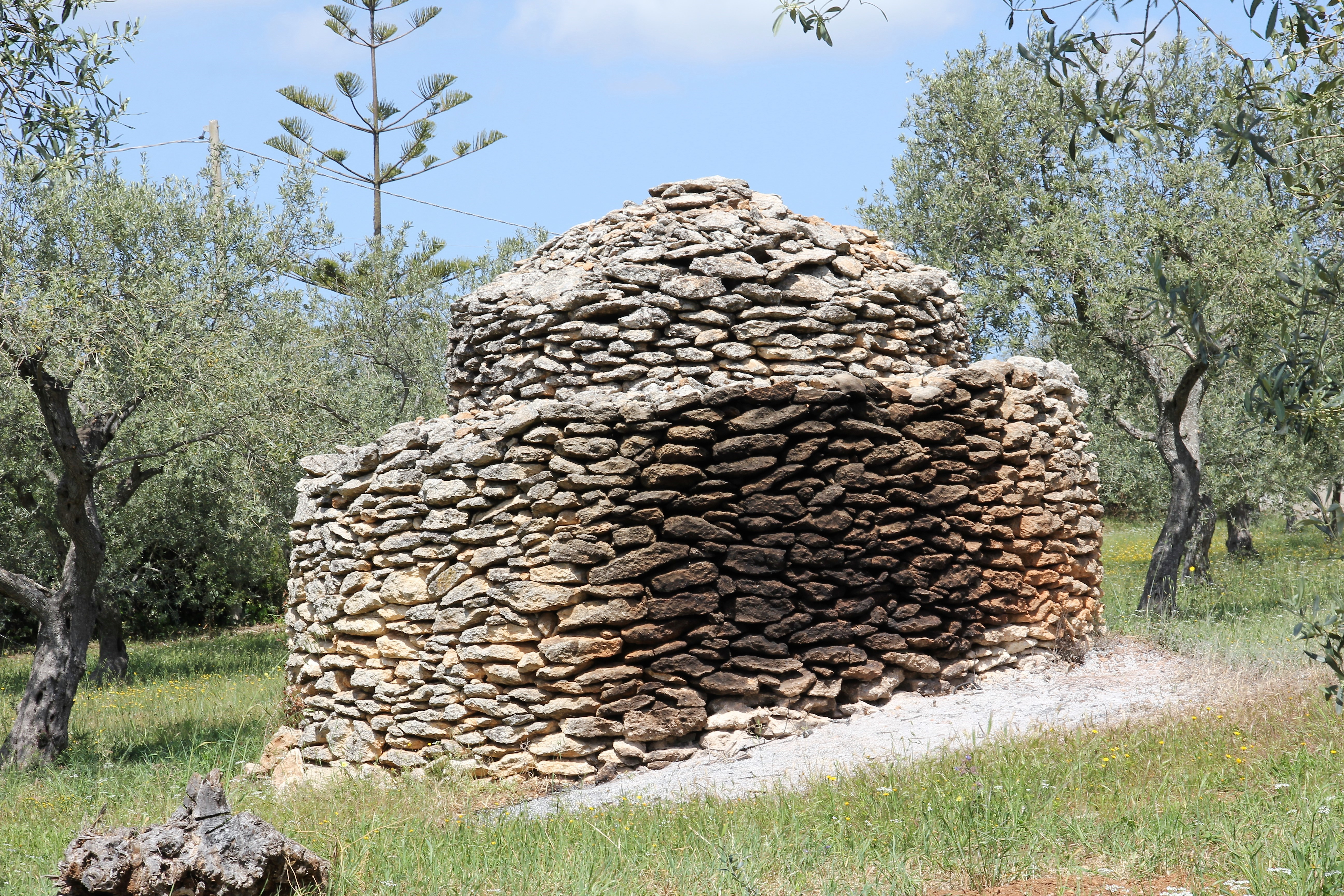
Pinnetta im Turricula-Stil

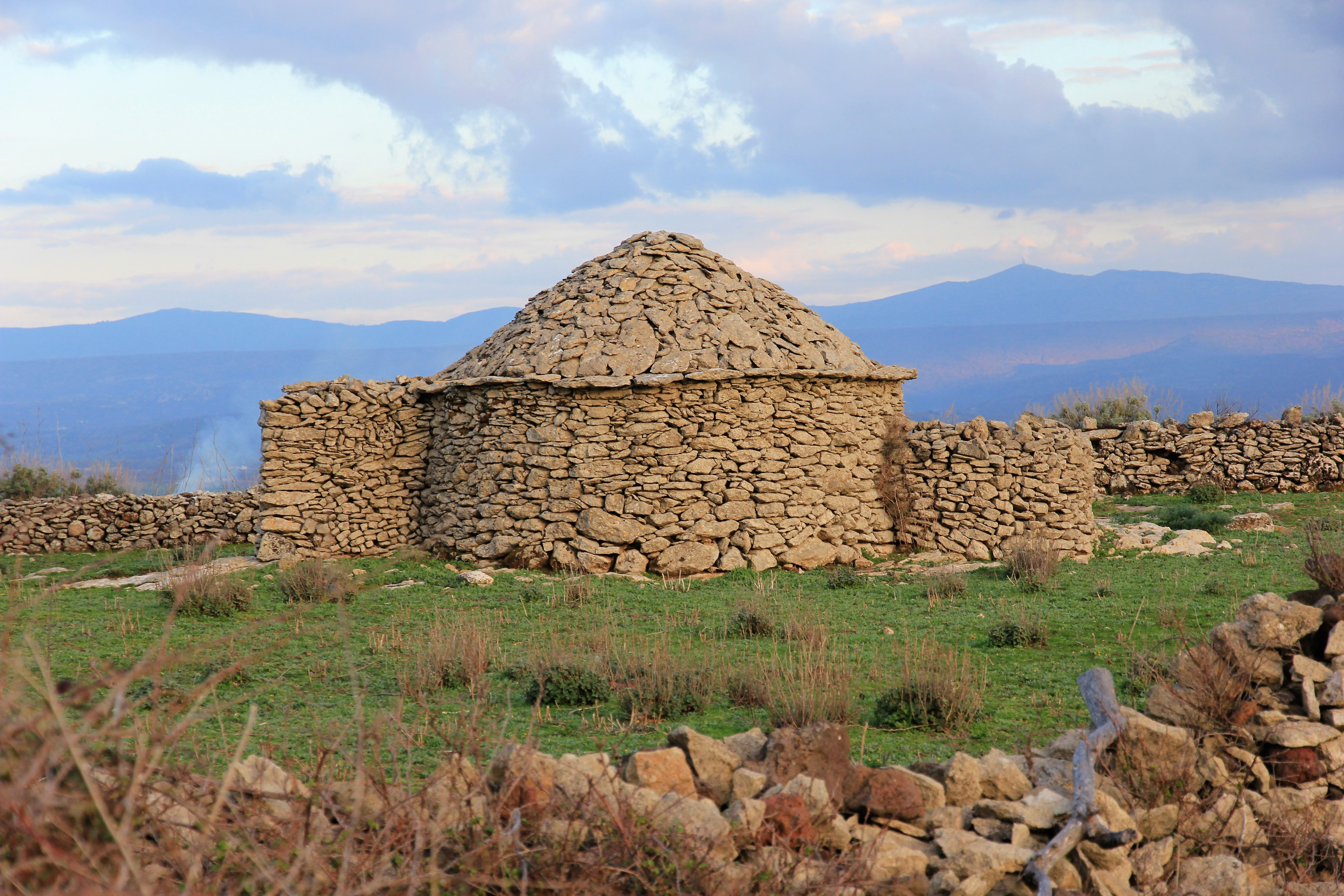
Pinetta von Giave

Die Pinnetta (italienisch Capanno) ist ein in der Regel rundes, rurales Gebäude mit kegelförmigem Dach, das typisch für die Hirtenunterkünfte Sardiniens ist.  Je nach Region kann ein solcher Bau vollständig aus Trockenmauerwerk gebaut sein oder aus einer hüfthohen Steinmauer, auf der ein Spitzdach aus Holz und Schilf ruht. Form und Materialien sind nahezu identisch mit den Steinhütten der Nuraghenkultur.

## Torricula
Die im bäuerlichen Umfeld genutzten steinernen Kuppelbauten im Nordwesten Sardiniens heißen Torriculas (von Torre – dt. Turm). Es gibt sie insbesondere um Ittiri in der Provinz Sassari in abgestufter und unabgestufter Form. Diese Wohntürme vom Ende des 19. Jahrhunderts wurden von Bauern und Hirten als Unterkunft und Geräteschuppen genutzt. Bauern nutzten sie, um sich bei der Aussaat oder Ernte vor den Elementen zu schützen. Die Hirten als Haltepunkt während der Transhumanz und um das Vieh vor Diebstählen zu schützen. Im Südosten der Insel (ehemalige Provinz Ogliastra) werden diese Bauten Barracco genannt.

## Kontext
Steinerne Kuppelbauten gibt es auch in Istrien und an der dalmatinischen Adriaküste, auf Sizilien (der Cubburo oder Pagghiaru) und Malta (Girna). In der Schweiz (im Poschiavotal) werden sie Scelé oder Crotto genannt. Agrarisch genutzt wurden auch die menorquinische Baracca, der Dammuso auf Sizilien bzw. Pantelleria, der apulische Trullo, die Borie und die Cabane in Südfrankreich, sowie teils sehr komplexe steinerne Hütten in Portugal.